# IKAT Gazeta Braniewska

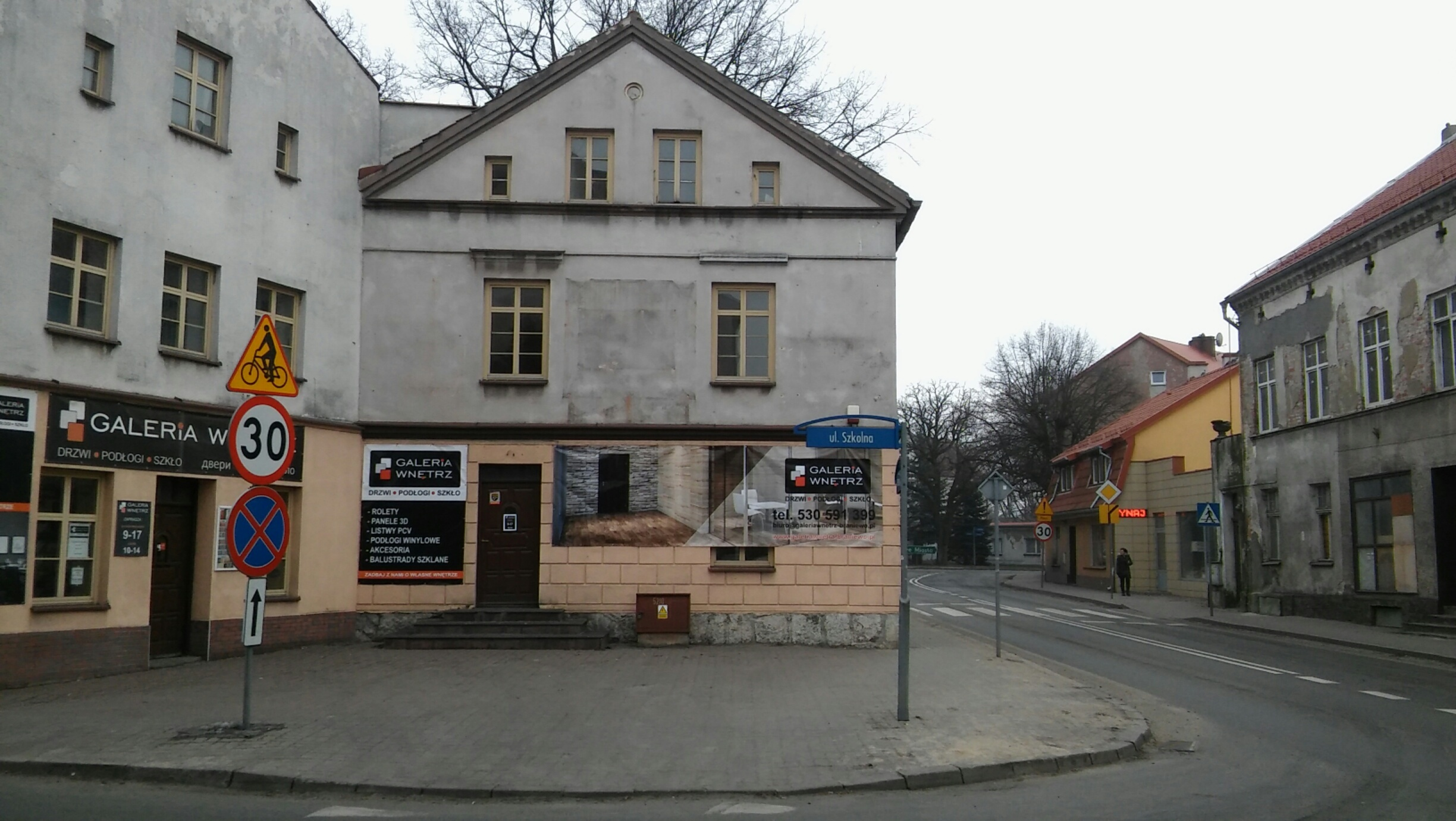
Poprzednia siedziba redakcji przy ul. Kościuszki w Braniewie

IKAT Gazeta Braniewska – tygodnik o tematyce lokalnej wydawany od roku 1990 w Braniewie. Tygodnik ukazuje się łącznie z Dziennikiem Elbląskim na obszarze powiatu braniewskiego.

## Historia
Gazeta zaczęła się ukazywać w 1990 roku pod nazwą Ilustrowany Kurier Terenowy. Zarówno swoją nazwą, jak i jej akronimem (IKaT) miała nawiązywać do przedwojennego krakowskiego dziennika Ilustrowanego Kuryera Codziennego (IKaCa). Na początku 1992 roku czasopismo przechodzi na technikę cyfrową, a gazeta wydawana jest przez poligrafię w Królewcu. Następnie, od 1996, wchodzi w partnerstwo z Dziennikiem Bałtyckim, stając się piątkowym dodatkiem do dziennika. Od 1996 pod obecną nazwą IKAT Gazeta Braniewska (wynik połączenia czasopism: IKAT Ilustrowany Kurier Terenowy i Gazety Braniewskiej). Od 2001 IKAT, po kolejnych przekształceniach własnościowych wchodzi w skład Grupy WM (wydawcy Gazety Olsztyńskiej) i wskutek tego przejścia od marca 2001 ukazuje się również w piątki, lecz łącznie z Dziennikiem Elbląskim. W roku 2009 pojawia się internetowa wersja gazety pod domeną braniewiak.pl.